# Quelcom: revista gràfica
Quelcom: revista gràfica va ser una publicació periòdica apareguda a Reus l'any 1936.
El número 1 va sortir el dia 1 de maig de 1936 i explicava en la seva presentació que "el nostre anhel de patriotisme, el desig de que les nostres comarques tinguessin, com moltes altres, una revista gràfica d'informacions i reportatges, però sobretot, per damunt de tot, imparcial a tota tendència política, ens ha mogut a la publicació del nostre quinzenari". De fet la seva orientació apolítica no es pot valorar de forma suficient, ja que només va sortir aquest número i un d'extraordinari sense numerar el juny de 1936, que contenia una informació molt detallada sobre la Festa Major de Reus.
Alguns articles publicats al primer número fan pensar en una certa ideologia dretana si veiem els títols: "Hi ha a Espanya homes de ferro com a Rússia, Itàlia i Alemanya?", "Hi ha un líder que pugui atraure les masses del nostre poble?" signats per Josep-Pere Ferran Casanovas. Les il·lustracions d'aquest primer número mostren els monestirs de Poblet i Santes Creus, i també fotografies de carrers de Reus. El segon número publica, a més del programa de la Festa Major, un retrospectiu gràfic sobre la festa i sobre les entitats de Reus més destacades i un plànol de la ciutat.
Els articles anaven signats pels col·laboradors: a part de Josep-Pere Ferran, trobem P. Huguet, Jordi Desvalls, J. Fort Pascual, I Pons Ibanyes, Ferran Ardèvol i R.B.

## Característiques tècniques
El número 1 tenia 9 pàgines i 3 de publicitat i mesurava 39 cm. El número extraordinari tenia 14 pàgines i 6 de publicitat i mesurava 31 cm. El primer número estava distribuït en dues columnes, i l'altre en 2 o 3 segons la notícia. Els impressors van variar. El número 1 va ser imprès per Artur Rabassa, i l'extraordinari per la Impremta Diana. Anunciava que sortiria quinzenalment i el preu era de 15 cèntims. L'extraordinari en valia 30. La subscripció anual era de 2 pessetes. Com a despatx de redacció i administració donava el telèfon 325. La llengua era exclusivament el català.

## Localització
- Biblioteca Central Xavier Amorós de Reus[2]
- Biblioteca del Centre de Lectura de Reus[3]